# John Kosmina
Alexander John Kosmina (ur. 17 sierpnia 1956 w Adelaide) – australijski piłkarz i trener piłkarski, polskiego pochodzenia, członek Australijskiej Federacji Piłkarskiej Football Hall of Fame.

## Klub kariery
Występował w Croydon Kings oraz w West Adelaide Soccer Club, przed podpisaniem kontraktu z angielskim Arsenal w lutym 1978. Tam, 18 sierpnia 1978 roku, rozegrał pierwszy i jedyny mecz przeciwko Leeds United. W maju 1979 roku powrócił do Australii.
Po powrocie został zawodnikiem West Adelajda, gdzie rozegrał w nim 44 mecze strzelając 12 bramek i po roku przeszedł do Sydney City, a następnie do Sydney Olympic FC, a w 1989 roku do APIA Leichhardt Tigers.

## Kariera trenerska
Po zakończeniu kariery Kosmina zaczął być trenerem Warringah Delfiny, Newcastle Breakers i Brisbane Strikers.
W 2003 roku Kosmina został trenerem Adelaide United, a następnie Sydney FC.